# Јоховица (Петњица)
Јоховица је насеље у општини Петњица у Црној Гори. Према попису из 2003. било је 148 становника (према попису из 1991. било је 224 становника).

## Демографија
У насељу Јоховица живи 101 пунолетни становник, а просечна старост становништва износи 32,7 година (31,2 код мушкараца и 34,4 код жена). У насељу има 34 домаћинства, а просечан број чланова по домаћинству је 4,35.
Становништво у овом насељу веома је хетерогено, а у последња три пописа, примећен је пад у броју становника.
|  |

| Демографија | Демографија | Демографија |
| Година      | Становника  | Становника  |
| ----------- | ----------- | ----------- |
|             |             |             |
|             |             |             |
|             |             |             |
|             |             |             |
| 1948.       | 191         |             |
| 1953.       | 233         |             |
| 1961.       | 213         |             |
| 1971.       | 213         |             |
| 1981.       | 269         |             |
| 1991.       | 224         | 175         |
| 2003.       | 258         | 148         |
|             |             |             |
|             |             |             |

| Етнички састав према попису из 2003.‍ | Етнички састав према попису из 2003.‍ | Етнички састав према попису из 2003.‍ | Етнички састав према попису из 2003.‍ | Етнички састав према попису из 2003.‍ |
| ------------------------------------ | ------------------------------------ | ------------------------------------ | ------------------------------------ | ------------------------------------ |
|                                      |                                      |                                      |                                      |                                      |
| Бошњаци                              | Бошњаци                              |                                      | 84                                   | 56,75%                               |
| Муслимани                            | Муслимани                            |                                      | 64                                   | 43,24%                               |
| непознато                            | непознато                            |                                      | 0                                    | 0,0%                                 |

| \| \| м \| \| \| ж \| \| ? \| 0 \| \| \| 0 \| \| 80+ \| 1 \| \| \| 0 \| \| 75—79 \| 3 \| \| \| 2 \| \| 70—74 \| 4 \| \| \| 3 \| \| 65—69 \| 2 \| \| \| 4 \| \| 60—64 \| 3 \| \| \| 4 \| \| 55—59 \| 2 \| \| \| 3 \| \| 50—54 \| 2 \| \| \| 3 \| \| 45—49 \| 4 \| \| \| 2 \| \| 40—44 \| 3 \| \| \| 3 \| \| 35—39 \| 5 \| \| \| 4 \| \| 30—34 \| 6 \| \| \| 9 \| \| 25—29 \| 7 \| \| \| 6 \| \| 20—24 \| 7 \| \| \| 6 \| \| 15—19 \| 4 \| \| \| 4 \| \| 10—14 \| 12 \| \| \| 2 \| \| 5—9 \| 7 \| \| \| 6 \| \| 0—4 \| 8 \| \| \| 7 \| \| Просек : \| 9 \| \| \| 3 \| |    |  |  |   |
| |    |  |  |   |
| | м  |  |  | ж |
| ? | 0  |  |  | 0 |
| 80+ | 1  |  |  | 0 |
| 75—79 | 3  |  |  | 2 |
| 70—74 | 4  |  |  | 3 |
| 65—69 | 2  |  |  | 4 |
| 60—64 | 3  |  |  | 4 |
| 55—59 | 2  |  |  | 3 |
| 50—54 | 2  |  |  | 3 |
| 45—49 | 4  |  |  | 2 |
| 40—44 | 3  |  |  | 3 |
| 35—39 | 5  |  |  | 4 |
| 30—34 | 6  |  |  | 9 |
| 25—29 | 7  |  |  | 6 |
| 20—24 | 7  |  |  | 6 |
| 15—19 | 4  |  |  | 4 |
| 10—14 | 12 |  |  | 2 |
| 5—9 | 7  |  |  | 6 |
| 0—4 | 8  |  |  | 7 |
| Просек : | 9  |  |  | 3 |

| Број домаћинстава према пописима из периода 1948—2003. | Број домаћинстава према пописима из периода 1948—2003. | Број домаћинстава према пописима из периода 1948—2003. | Број домаћинстава према пописима из периода 1948—2003. | Број домаћинстава према пописима из периода 1948—2003. | Број домаћинстава према пописима из периода 1948—2003. | Број домаћинстава према пописима из периода 1948—2003. | Број домаћинстава према пописима из периода 1948—2003. |
| Година пописа                                          | 1948.                                                  | 1953.                                                  | 1961.                                                  | 1971.                                                  | 1981.                                                  | 1991.                                                  | 2003.                                                  |
| ------------------------------------------------------ | ------------------------------------------------------ | ------------------------------------------------------ | ------------------------------------------------------ | ------------------------------------------------------ | ------------------------------------------------------ | ------------------------------------------------------ | ------------------------------------------------------ |
| Број домаћинстава                                      | 29                                                     | 36                                                     | 35                                                     | 40                                                     | 42                                                     | 37                                                     | 44                                                     |

| Број домаћинстава по броју чланова према попису из 2003. | Број домаћинстава по броју чланова према попису из 2003. | Број домаћинстава по броју чланова према попису из 2003. | Број домаћинстава по броју чланова према попису из 2003. | Број домаћинстава по броју чланова према попису из 2003. | Број домаћинстава по броју чланова према попису из 2003. | Број домаћинстава по броју чланова према попису из 2003. | Број домаћинстава по броју чланова према попису из 2003. | Број домаћинстава по броју чланова према попису из 2003. | Број домаћинстава по броју чланова према попису из 2003. | Број домаћинстава по броју чланова према попису из 2003. | Број домаћинстава по броју чланова према попису из 2003. |
| Број чланова                                             | 1                                                        | 2                                                        | 3                                                        | 4                                                        | 5                                                        | 6                                                        | 7                                                        | 8                                                        | 9                                                        | 10 и више                                                | Просек                                                   |
| -------------------------------------------------------- | -------------------------------------------------------- | -------------------------------------------------------- | -------------------------------------------------------- | -------------------------------------------------------- | -------------------------------------------------------- | -------------------------------------------------------- | -------------------------------------------------------- | -------------------------------------------------------- | -------------------------------------------------------- | -------------------------------------------------------- | -------------------------------------------------------- |
| Број домаћинстава                                        | 34                                                       | 4                                                        | 6                                                        | 4                                                        | 4                                                        | 4                                                        | 6                                                        | 3                                                        | 1                                                        | 1                                                        | 1                                                        |

| Пол    | Укупно | Неожењен/Неудата | Ожењен/Удата | Удовац/Удовица | Разведен/Разведена | Непознато |
| ------ | ------ | ---------------- | ------------ | -------------- | ------------------ | --------- |
| Мушки  | 53     | 17               | 32           | 3              | 1                  | 0         |
| Женски | 53     | 10               | 36           | 6              | 1                  | 0         |
| УКУПНО | 106    | 27               | 68           | 9              | 2                  | 0         |

| Пол    | Укупно                    | Пољопривреда, лов и шумарство | Рибарство                            | Вађење руде и камена | Прерађивачка индустрија       |
| ------ | ------------------------- | ----------------------------- | ------------------------------------ | -------------------- | ----------------------------- |
| Мушки  | 11                        | 7                             | 0                                    | 0                    | 1                             |
| Женски | 2                         | 0                             | 0                                    | 0                    | 0                             |
| Укупно | 13                        | 7                             | 0                                    | 0                    | 1                             |
|        |                           |                               |                                      |                      |                               |
| Пол    | Производња и снабдевање   | Грађевинарство                | Трговина                             | Хотели и ресторани   | Саобраћај, складиштење и везе |
| Мушки  | 0                         | 0                             | 0                                    | 1                    | 0                             |
| Женски | 0                         | 0                             | 1                                    | 0                    | 0                             |
| Укупно | 0                         | 0                             | 1                                    | 1                    | 0                             |
|        |                           |                               |                                      |                      |                               |
| Пол    | Финансијско посредовање   | Некретнине                    | Државна управа и одбрана             | Образовање           | Здравствени и социјални рад   |
| Мушки  | 0                         | 0                             | 0                                    | 2                    | 0                             |
| Женски | 0                         | 1                             | 0                                    | 0                    | 0                             |
| Укупно | 0                         | 1                             | 0                                    | 2                    | 0                             |
|        |                           |                               |                                      |                      |                               |
| Пол    | Остале услужне активности | Приватна домаћинства          | Екстериторијалне организације и тела | Непознато            | Непознато                     |
| Мушки  | 0                         | 0                             | 0                                    | 0                    | 0                             |
| Женски | 0                         | 0                             | 0                                    | 0                    | 0                             |
| Укупно | 0                         | 0                             | 0                                    | 0                    | 0                             |